# Кистёр (село)
Кистёр — село в Погарском районе Брянской области, административный центр Кистерского сельского поселения.

## География
Находится в южной части Брянской области на расстоянии приблизительно 16 км на юг-юго-запад по прямой от районного центра города Погар.

## История
Время основания не определено (по археологическим данным, городище в центре села датируется X веком). Впервые упоминается в 1610 году. В середине XVII века вошло в Шептаковскую сотню Стародубского полка. Троицкая церковь упоминается с 1654 года. В первой половине XVIII века построена еще вторая церковь — Георгиевская (обе не сохранилась). С 1760 года отдано в потомственное владение К. Г. Разумовскому. В XVIII—XIX веках — одно из крупнейших сел Стародубщины, было известно своими торгами и ярмарками. С 1861 по 1929 — волостной центр. В середине XX века работали колхозы «Верный путь», «Ленинский путь», «Решающий путь», «Волна революции», «Красное знамя»; позднее совхоз «Кистерский». В 1859 году здесь (село Стародубского уезда Черниговской губернии) учтено было 115 дворов, в 1892—476.

## Население
Численность населения: 2344 человека (1859 год), 3125 (1892), 977 человек (русские 99 %) в 2002 году, 709 в 2010.